# Ólafsfjörður (fiord)
Ólafsfjörður – fiord w północnej Islandii, w północnej części półwyspu Tröllaskagi, stanowi boczną zatokę dużego fiordu Eyjafjörður. Fiord Ólafsfjörður około 5 km długości i około 3 km szerokości u wejścia do fiordu. Do zatoki uchodzi niewielka rzeka Ólafsfjarðará, tworzące tuż przed ujściem jezioro Ólafsfjarðarvatn. Pomiędzy jeziorem a fiordem położona jest miejscowość i port rybacki Ólafsfjörður. Półwyspy otaczające fiord są górzyste i osiągają wysokość 900–1000 m n.p.m.